# Isopogon dawsonii
Isopogon dawsonii är en tvåhjärtbladig växtart som beskrevs av Richard Thomas Baker. Isopogon dawsonii ingår i släktet Isopogon och familjen Proteaceae. Inga underarter finns listade i Catalogue of Life.